# Elizabeth Henstridge
Elizabeth Frances Henstridge (Sheffield, 1987. szeptember 11. –) brit színésznő és modell.
Legismertebb alakítása Jemma Simmons A S.H.I.E.L.D. ügynökei című sorozatban. A Gyanú című sorozatban szerepel.

## Fiatalkora
Sheffieldben született, a Meadowhead Schoolba és a King Edward VII Schoolba járt. Két nővére van. Angol és ír származású. A Birminghami Egyetemen diplomázott 2009-ben. Az East 15 Acting Schoolban tanult, majd Los Angelesbe költözött.

## Pályafutása
Első szerepe a Hollyoaks című sorozatban volt. 2013 és 2020 között A S.H.I.E.L.D. ügynökei című sorozatban volt főszereplő. 2016-ban A Pókember elképesztő kalandjai című sorozatban szinkronizált. 2019-ben a Christmas at the Plaza című filmben szerepelt. 2022-ben a Gyanú című sorozatban tűnt fel.

## Magánélete
2012 óta Zachary Abel színész partnere. 2019. április 22-én egy Instagram-posztban jelentette be eljegyzésüket. 2021 augusztusában Angliában összeházasodtak, az esküvőn többek közt kollegáik A S.H.I.E.L.D. ügynökeiből, Clark Gregg és Iain De Caestecker is részt vettek.

## Filmográfia

### Filmek
| Év   | Magyar cím          | Eredeti cím               | Szerep         | Magyar hang       |
| ---- | ------------------- | ------------------------- | -------------- | ----------------- |
| 2012 |                     | The Thompsons             | Riley Stuart   |                   |
| 2013 |                     | Gangs of Tooting Broadway | Kate           |                   |
| 2014 | Érj el!             | Reach Me                  | Eve            | Sipos Eszter Anna |
| 2016 | Farkasok az ajtónál | Wolves at the Door        | Abigail Folger | Simonyi Réka      |

### Televíziós szerepek
| Év        | Magyar cím                      | Eredeti cím                          | Szerep                 | Megjegyzések                          |
| --------- | ------------------------------- | ------------------------------------ | ---------------------- | ------------------------------------- |
| 2011      |                                 | Hollyoaks                            | Emily Alexander        | 3 epizód                              |
| 2013–2020 | A S.H.I.E.L.D. ügynökei         | Agents of S.H.I.E.L.D.               | Jemma Simmons          | főszereplő magyar hangja Simonyi Réka |
| 2014      |                                 | Film School Shorts                   | A szűz                 | 1 epizód                              |
| 2015–2017 | Penn Zero, a félállású hős      | Penn Zero: Part-Time Hero            | hercegnő (hangja)      | 3 epizód                              |
| 2015      |                                 | Agents of S.H.I.E.L.D.: Double Agent | önmaga                 | 1 epizód                              |
| 2016      | A Pókember elképesztő kalandjai | Ultimate Spider-Man                  | Jemma Simmons (hangja) | 1 epizód                              |
| 2016      |                                 | Agents of S.H.I.E.L.D.: Academy      | önmaga                 | 1 epizód                              |
| 2016      |                                 | Agents of S.H.I.E.L.D.: Slingshot    | Jemma Simmons          | 1 epizód                              |
| 2017      |                                 | Temporary                            | Emily                  | 1 epizód                              |
| 2019      |                                 | Christmas at the Plaza               | Jessica Cooper         | tévéfilm                              |
| 2022      | Gyanú                           | Suspicion                            | Tara                   | főszereplő                            |